# Yatta!
Yatta! (ヤッタ! Yatta?) es una canción de 2001 de la banda masculina ficticia japonesa Happa-tai (Green Leaves), cuyo videoclip se propagó a través de internet como uno de los primeros casos del fenómeno de la publicidad viral. El nombre de la canción viene de la forma en pasado verbo japonés yaru, que significa "hacer"; de ese modo, "yatta" vendría a significar literalmente "hecho". "Yatta" es también el acortamiento de la exlamación japonesa yarimashita, cuyo significado sería una exclamación de éxito del tipo "lo hice" o "lo hicimos". Esta canción fue inicialmente realizada en un sketch del programa de comedia japonés Warau Inu no Bōken, en el que varios famosos comediantes de Japón interpretaron la canción.
El videoclip muestra a un grupo de japoneses, vestidos con slips decorados con una hoja de parra, cantando y danzando exuberantemente de forma sincronizada al son de la música y haciendo también exageradas poses individuales, al estilo de las bandas masculinas de la época. Además contiene en clave de humor varios estereotipos de la cultura japonesa, incluyendo durante el puente de la canción un breve interludio romántico ambientado en una calle llena de pétalos de sakura. El carácter animado del videoclip era una llamada al optimismo contra los problemas económicos de Japón en la época, simbolizando que, aunque los cantantes cayeran en la pobreza hasta el extremo de tener que vestir con hojas de parra, continuarían celebrando y creyendo en su futuro sin importar lo que pasara.
El 4 de abril de 2001, el single "Yatta!" fue lanzado bajo el título Pony Canyon. Sorprendentemente, el sencillo llegó al sexto lugar en los rankings musicales del país y se mantuvo en él durante semanas.
Como curiosidad, el mismo año de su lanzamiento hubo peticiones populares para que Happa Tai actuara en el festival de música Kōhaku Uta Gassen, pero fueron declinadas al no superar los miembros del grupo el requerimiento del festival con respecto a la manera de vestir de sus participantes.
Ha sido parodiada en infinidad de ocasiones y ha sido versionado en español por el cantante argentino El Símbolo. Además, Green Leaves apareció interpretando la canción en Jimmy Kimmel Live, con el presentador Jimmy Kimmel comparándose a sí mismo con Ed Sullivan al descubrir a The Beatles.

## Intérpretes
El grupo Happa-tai estuvo compuesto por varios de los colaboradores habituales del programa Warau Inu no Boken, entre los que se hallaban diversos actores y humoristas. 
- Kiyotaka Nanbara (líder), conocido por ser parte del dúo cómico de manzai Utchan Nanchan. El mismo año del lanzamiento de la canción se convertiría en vocalista del grupo Memory Cats.
- Jun Nagura, miembro del trío cómico Neptune.
- Taizo Harada, miembro del trío cómico Neptune.
- Ken Horiuchi, miembro del trío cómico Neptune.
- Noboru Ouchi, miembro del dúo cómico Bibiru. Ouchi se retiró de la televisión al año siguiente y fue sustituido por Ryuhei Ueshima para la reunión del grupo en Jimmy Kimmel Live en 2003, pero realizó un retorno sorpresa en 2008 y más tarde en 2010 como miembro original.
- Jun Oki, miembro del dúo cómico Bibiru.